# 闘犬

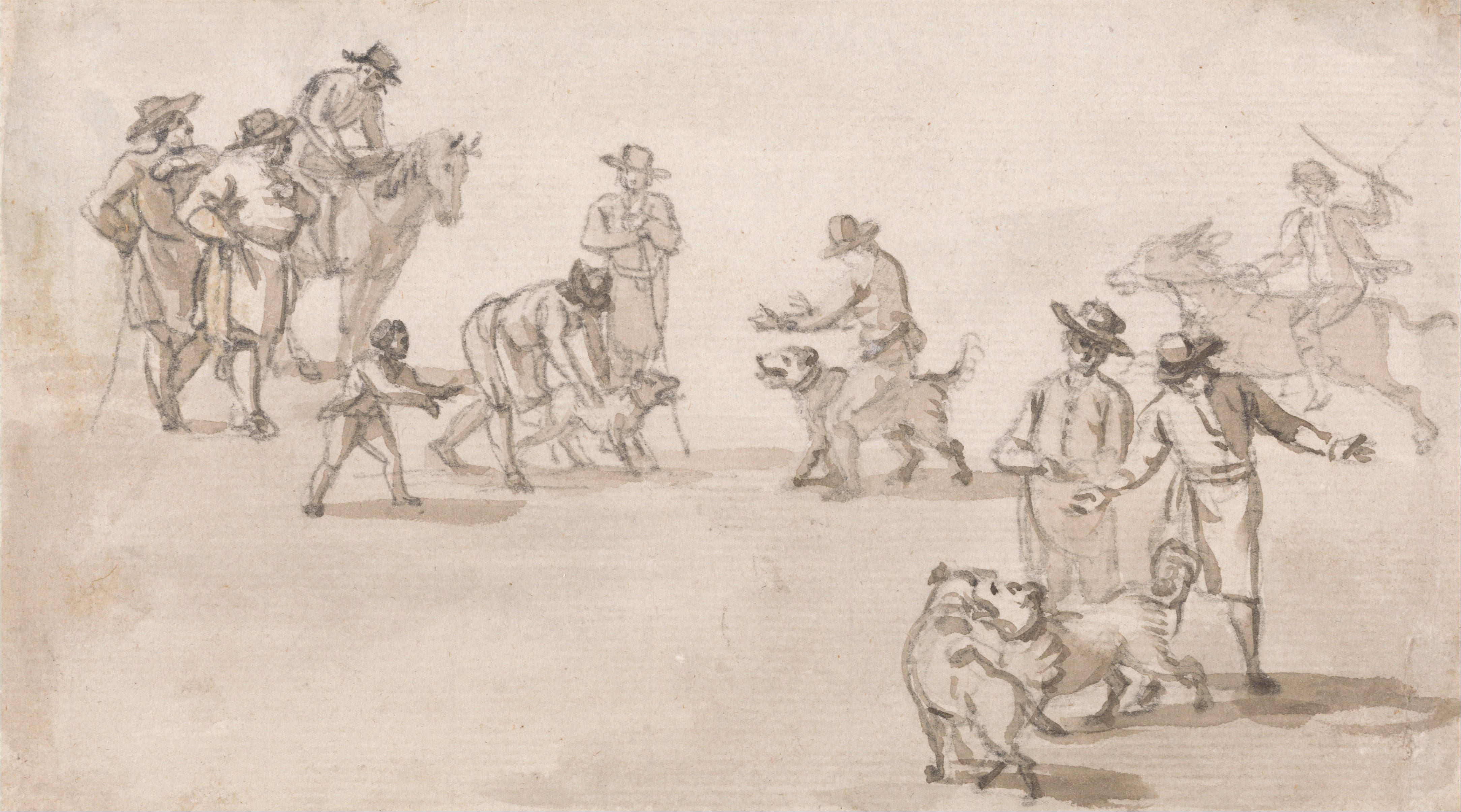
闘犬（1785年頃画）

闘犬（とうけん）は、犬と犬が戦うブラッド・スポーツの一種。中世では、「犬くい」とも、「犬合わせ」とも呼称（表記）されていた。

## 概要
娯楽としての闘犬競技は、古代からさまざまな地域で行われていた。
闘犬競技に用いられる犬種としては、ボクサーや土佐闘犬などに代表されるマスティフ種が代表的だが、古くはスピッツ種に分類される秋田犬等大型の狩猟犬も競技に参加していた。

## 世界の闘犬

### 日本
日本では、高知県や秋田県でも行われていた。高知県は土佐闘犬と呼ばれる犬を檻の中に入れて戦わせる。高知県においては現在でも行われているが、秋田県は秋田犬と呼ばれる犬を猟師たちの格好の遊びとして戦わせていた。
1915年（大正4年）、東京市新宿で愛好者が集まり闘犬大会が開催。闘犬ブームが起こった。
こうした風潮を動物愛護会が批判したことがきっかけとなり、翌年、警視庁は闘犬を禁止している。現在も東京都のほか神奈川県、福井県、石川県、北海道の5自治体では闘犬取締条例で闘犬は禁止されている（北海道では土佐闘犬に関してのみ許可制）。
日本国内アンケートによると、「闘牛・闘犬・闘鶏など動物を戦わせる行事について」について、7.9％が許容できる、19.2％がある程度許容できる、31.8％がどちらともいえない、23.1％があまり許容できない、17.9％が許容できないと回答している。

### アメリカ
アメリカにおいては賭博の一端として闘犬が行われるケースがあり、ギャングが関わることから組織犯罪の一種とみなされている。ルールなしのデスマッチ形式で、飼い主が相手の飼い主に謝らない限り試合は続行され、場合によっては死ぬまで戦わせる。敗北した犬が飼い主によって殺されることが多く、トレーニングや繁殖の方法も動物愛護の観点から非常に残酷であるため、現在は動物虐待として扱われている。
アメリカ合衆国の州（及びワシントン特別区、プエルトリコ、アメリカ領ヴァージン諸島含む）で重犯罪に指定されており、闘犬の飼育及び売買、トレーニング、譲り受け、譲り渡しも禁止されている。違反した者には最高で5年以下の懲役が課せられ、闘犬を観戦することも重犯罪となる州が存在する（モンタナ州のみ違法ではないが、最大5000ドルの罰金が科せられる）。

### パキスタン
パキスタンでも闘犬は違法であるが、中央政府の監視が行き届かない地方（人口の7割を占める）では古くから冬の風物詩として非常に人気があり、強い犬は新車と同等の価格になるという。使われている犬種は希少なシンド・マスティフのようだ。

### アフガニスタン
アフガニスタンでも闘犬は違法であるが人気がある。人がたくさん集まるが故に集会場が自爆テロの標的になることがある。ちなみにタリバンは闘犬を禁止している。

### オーストラリア
オーストラリアでも闘犬は全域で違法である（闘犬を所有することも禁止されている）。アメリカと同じく賭博の一端として闘犬が行われることがあるため、ギャングが関わる組織犯罪の一種とみなされている。また犬が負傷した際に飼い主が獣医師等に診察させないため、動物虐待の一種と見なされている。ビクトリア州ではドゴ・アルヘンティーノ、土佐闘犬、ブラジリアン・ガード・ドッグ、アメリカン・ピット・ブル・テリアの4犬種については「制限犬種」として飼育する際のルール等が厳しく定められている（制限犬種が人を殺害した場合は飼い主に最大で10年間の懲役、負傷させた場合は最大5年間の懲役が科せられる）。

### ドイツ
ドイツにおいては、闘犬向けに改良されたとされる犬種がリストアップされ、該当する犬種の飼い主は厳重な注意を求められる。

## 闘犬を題材とする作品

### 文学
- 『白い牙』（ジャック・ロンドン著・白石佑光訳・1958

### 映画
- トラック野郎・故郷特急便（1979年、東映） - 高知

### 漫画
- 木村えいじ「闘犬カイキオー」[8]
- 木村えいじ「マダラ　闘犬無頼控」[9]
- 高橋よしひろ「土佐王」[10]
- 高橋よしひろ「白い戦士ヤマト」[11]
- 高橋よしひろ「白蓮のファング」[12]

## 犬種

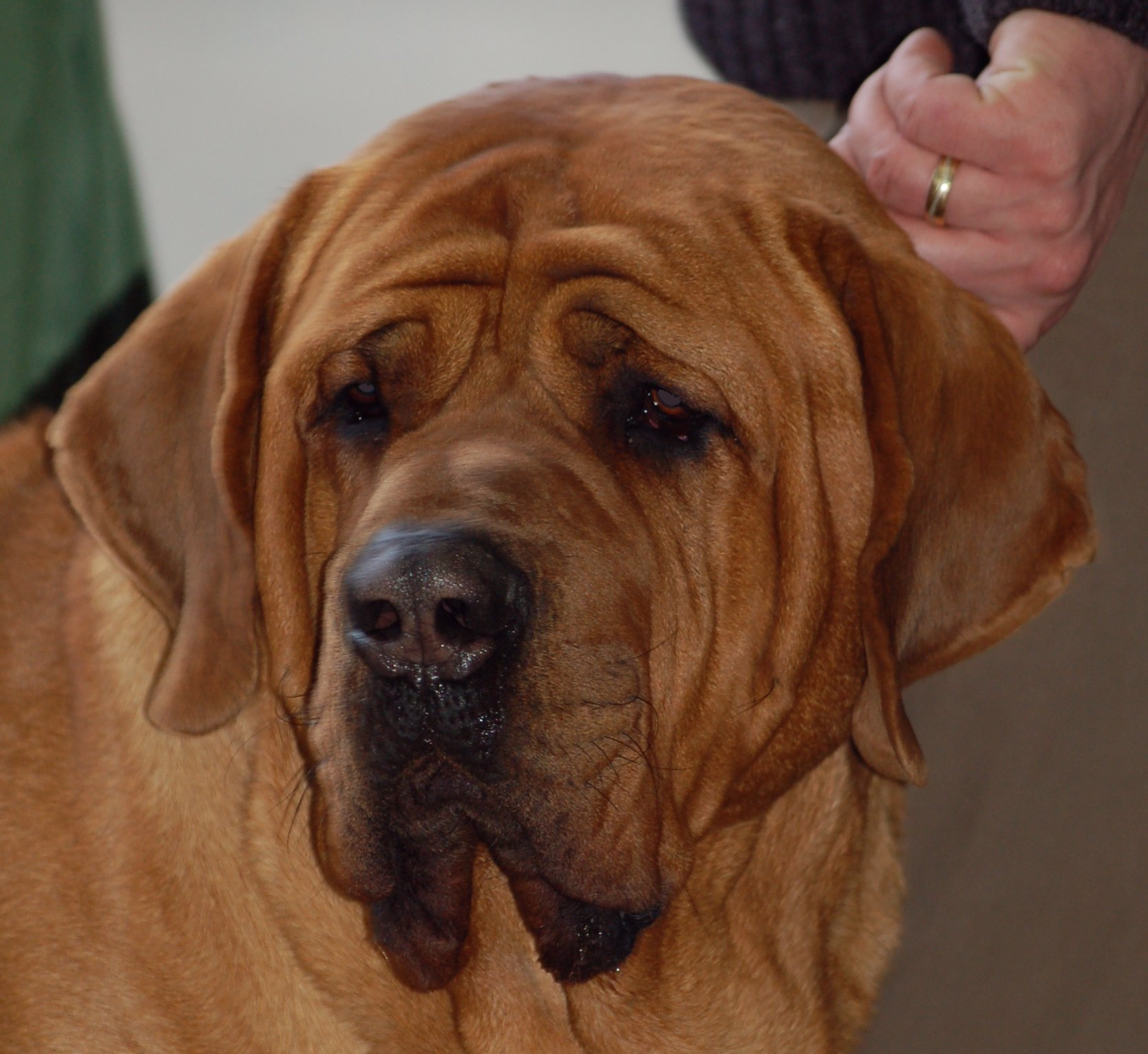
土佐闘犬

- アメリカン・ピット・ブル・テリア
- 土佐闘犬